# Bertrange, Luxemburg
Bertrange (franska) (luxemburgiska: Bartreng lyssna (fil), tyska: Bartringen) är en ort i kantonen Luxemburg i sydvästra Luxemburg. Den är huvudort i kommunen med samma namn och ligger cirka 5,5 kilometer väster om staden Luxemburg. Orten har 8 604 invånare (2022).